# Linia kolejowa 1054 km – Odessa Zachodnia
Linia kolejowa 1054 km – Odessa Zachodnia – linia kolejowa na Ukrainie łącząca posterunek odgałęźny 1054 km linii Odessa Zastawa I – Odessa Główna ze stacją Odessa Zachodnia linii Odessa – Arcyz. W całości położona jest w Odessie. Zarządzana jest przez Kolej Odeską (oddział ukraińskich kolei państwowych).
Linia na całej długości jest jednotorowa i zelektryfikowana.